# КВ-13
КВ-13 (об'єкт 233) — дослідний радянський середній танк періоду Другої світової війни. Був створений в конструкторському бюро СКБ-2 Челябінського Кіровського заводу наприкінці 1941 — початку 1942 року як «універсальний» танк, призначений для заміни у виробництві як середніх Т-34, так і важких КВ.
Перший прототип КВ-13 був виготовлений навесні 1942 року, проте проведені восени того ж року випробування показали його низьку механічну надійність, а також необхідність посилення бронезахисту та введення тримісної башти. Хоча в грудні 1942 року було розпочато виготовлення двох доопрацьованих прототипів, в конструкції яких були враховані ці вимоги, роботи з КВ-13 як середнього танка були припинені на користь продовження випуску Т-34. Подальший розвиток проекту, з використанням двох доопрацьованих прототипів, призвів до створення в 1943 року серійного танка ІС-1.

## Характеристики
КВ-13 іменувався як «середній танк важкого бронювання». Найсильнішим змінам піддалася ходова частина танка, де замість 6 опорних котків використовували 5 зміненої конструкції. Ширина КВ-13 при цьому зменшилася до 2 800 мм, а довжина корпусу склала 6 650 мм. Башта танка, зберегла схожість з баштою КВ-1с, але набула більш обтічного вигляду. Майже всі основні елементи конструкції були виконані литими, що дозволило скоротити внутрішній замкнений обсяг та довести лобову броню корпусу танка до 120 мм, башти — до 85 мм, тим самим перевершивши серійні КВ-1. Однією з особливостей цього танка було мінімальне використання кольорових металів при його виготовленні.